# 마블 시네마틱 유니버스: 페이즈 1
마블 시네마틱 유니버스 (MCU)의 페이즈 1(Marvel Cinematic Universe: Phase One)은 미국의 마블 스튜디오에서 마블 코믹스 작품들을 원작으로 삼아 제작한 슈퍼히어로 영화 시리즈이다. 2008년 영화 <아이언맨>으로 시작해서 2012년 영화 <어벤져스>까지 총 여섯 편의 작품으로 구성되어 있다. 이들 영화의 프로듀서는 전부 케빈 페이지가 맡았으나, <아이언맨>에서는 아비 아라드와, <인크레더블 헐크>에서는 아비 아라드, 게일 앤 허드와 공동으로 맡았다. 여섯 편의 전세계 박스오피스 흥행기록을 모두 합치면 38억 달러를 넘으며, 평론계와 일반 관객으로부터 대체로 긍정적인 반응을 얻었다.
페이즈 1의 주요 등장 배우로는 우선 새뮤얼 L. 잭슨이 있으며 총 다섯 편에서 주연 내지는 카메오 출연으로 나섰다. 그 다음으로 <어벤져스>에 등장하는 로버트 다우니 주니어, 크리스 에반스, 마크 러팔로, 크리스 헴스워스, 스칼렛 요한슨, 제레미 레너 역시 스튜디오 측과 다수의 출연 계약을 맺었다. 본 영화 외에도 마블 스튜디오 측은 MCU 세계관 확대를 위해 마블 원 샷 프로젝트를 기획하여 세 편의 단편영화를 제작하였고, 각각의 영화로부터 스토리를 연계 내지는 각색시킨 코믹북 시리즈와 비디오 게임도 발매하였다. 페이즈 1은 이후 나온 페이즈 2, 페이즈 3와 함께 '인피니티 사가'를 이룬다.

## 기획
마블 사는 2005년 11월 아이언맨의 영화화 판권을 뉴 라인 시네마 측으로부터 넘겨받았다. 2006년 2월에는 유니버설 사로부터 헐크의 영화화 판권을 넘겨받았다는 소식이 전해졌다. 이때 유니버셜 측이 내건 조건은 실사판 인크레더블 헐크의 배급을 자사가 맡도록 하고, 향후 마블 스튜디오에서 제작한 헐크 시리즈의 배급권을 따내는 것을 우선 거부할 권리를 부여해달라는 것이었다. 2006년 4월에는 토르의 영화화를 마블 스튜디오에서 맡게 되었다는 소식이 전해졌으며, 곧이어 2004년부터 블랙 위도우의 영화화를 추진하던 라이언즈 게이트 엔터테인먼트 사에서 마블 측에 판권을 다시 넘겼다.
2007년 3월 마블 스튜디오의 신임 제작부장으로 케빈 파이기가 임명되었는데 이와 동시에 <아이언맨>의 촬영이 개시됐다. 1년 뒤인 2008년 5월 <아이언맨>이 개봉 첫주차 흥행에서 좋은 성적을 거두고, 마블 스튜디오 측은 곧바로 후속작인 <아이언맨 2>를 제작하기로 하고 개봉일을 2010년 4월 30일로 예고했다. 그리고 2010년 6월 4일 <토르>, 2011년 5월 6일 <퍼스트 어벤져: 캡틴 아메리카>를 개봉하겠다고 밝혔다. 여기에 아이언맨, 헐크, 캡틴 아메리카, 토르를 비롯해 각 히어로들이 공동 활약하는 영화 <어벤져스>가 2011년 7월 15일 개봉을 목표로 제작하겠다고도 밝혔다. 2009년 3월, 마블 측은 개봉 일정을 조정하여, <토르>의 개봉일을 2011년 6월 17일, 이어 5월 20일로 바꾸었고, <퍼스트 어벤져>의 개봉일을 2011년 7월 22일로, <어벤져스> 개봉일을 2012년 5월 4일로 연기하였다.
2010년 1월 <토르>의 개봉일이 2011년 5월 6일로 다시 한번 앞당겨졌다. 같은해 4월에는 <퍼스트 어벤져: 캡틴 아메리카>의 제목을 <캡틴 아메리카: 퍼스트 어벤져>로 바꾸었다 (대한민국 개봉명은 <퍼스트 어벤져>로 유지). 2010년 10월 18일 월트 디즈니 스튜디오스 모션 픽쳐스는 <어벤져스>의 배급권을 파라마운트 픽쳐스로부터 넘겨받았으나 영화 내에서 파라마운트 사의 로고와 엔딩 크레딧은 남겨두기로 결정했다. 이후 2013년 7월 2일 디즈니 측이 파라마운트 사로부터 <아이언맨>, <아이언맨 2>, <토르: 천둥의 신>, <퍼스트 어벤져>의 배급권을 사들이면서 완전한 디즈니 배급 영화가 되었다.

## 영화 목록
| 영화                                             | 개봉일                          | 감독            | 각본                                               | 제작                                   |
| ------------------------------------------------ | ------------------------------- | --------------- | -------------------------------------------------- | -------------------------------------- |
| 아이언맨 Iron Man                                | 2008년 4월 30일 2008년 5월 2일  | 존 패브로       | 마크 퍼거스와 호크 오츠비, 아트 마컴과 맷 홀러웨이 | 아비 아라드, 케빈 파이기               |
| 인크레더블 헐크 The Incredible Hulk              | 2008년 6월 12일 2008년 6월 13일 | 루이스 리터리어 | 자크 펜                                            | 아비 아라드, 게일 앤 허드, 케빈 파이기 |
| 아이언맨 2 Iron Man 2                            | 2010년 4월 29일 2010년 5월 7일  | 존 패브로       | 저스틴 서룩스                                      | 케빈 파이기                            |
| 토르: 천둥의 신 Thor                             | 2011년 4월 28일 2011년 5월 6일  | 케네스 브래너   | 애슐리 밀러, 잭 스텐츠, 돈 페인                    | 케빈 파이기                            |
| 퍼스트 어벤져 Captain America: The First Avenger | 2011년 7월 28일 2011년 7월 22일 | 조 존스턴       | 크리스토퍼 마커스 & 스티븐 맥필리                  | 케빈 파이기                            |
| 어벤져스 Marvel's The Avengers                   | 2012년 4월 26일 2012년 5월 4일  | 조스 웨던       | 조스 웨던                                          | 케빈 파이기                            |

#### 아이언맨 (2008)

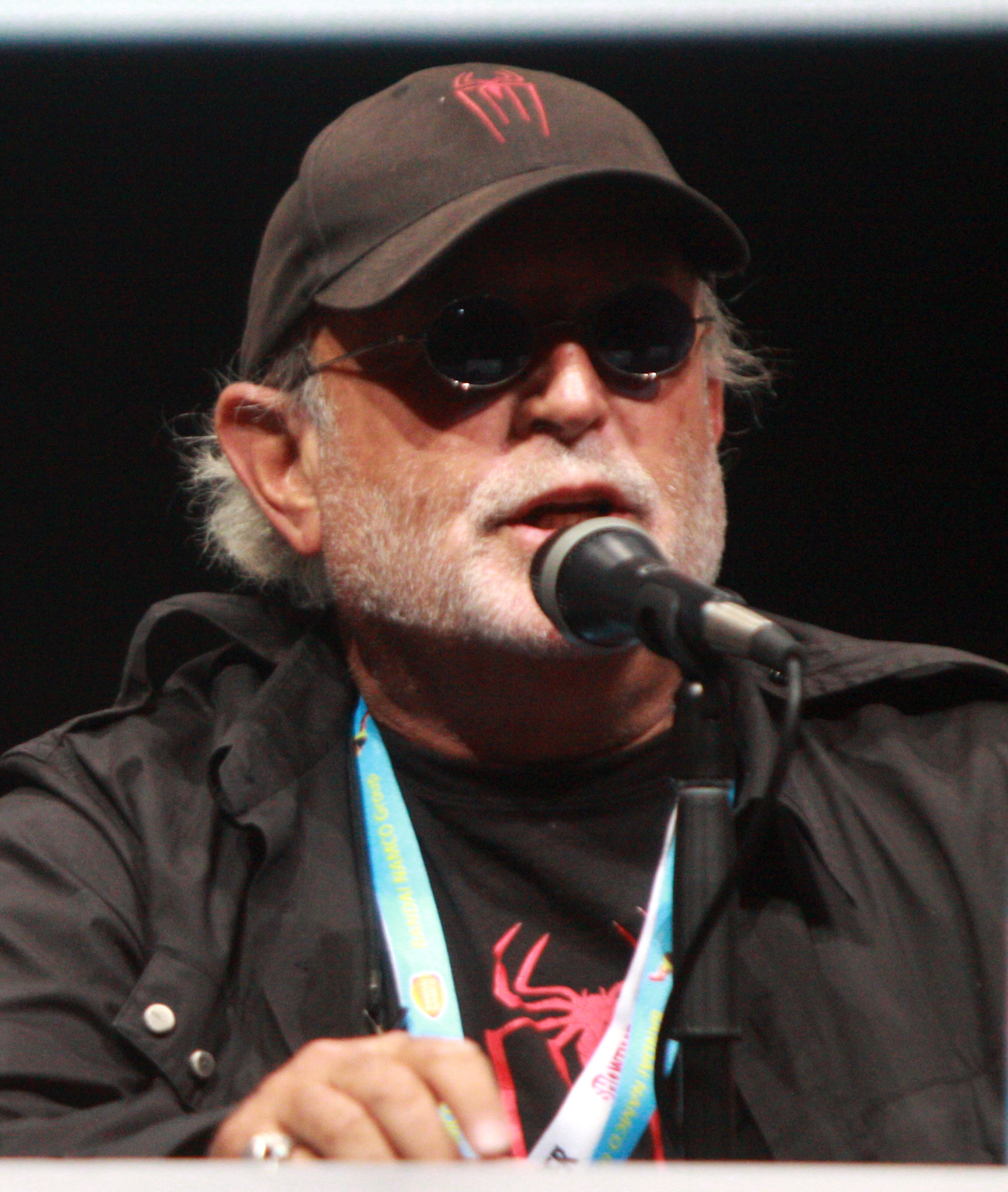
아이언맨, 인크레더블 헐크의 제작과 초창기 MCU의 제작비 지원을 책임진 아비 아라드

군수기업 CEO이자 억만장자인 토니 스타크가 아프간의 테러 조직에 납치되어 생사의 갈림길에 서고, 그곳에서 중무장한 슈트를 만들어 탈출한다. 집으로 귀환한 토니 스타크는 업그레이드한 슈트를 착용해 자신도 몰래 벌어지고 있던 자사의 은밀한 무기 거래와 그 배후를 밝히는 이야기.
2006년 4월, 마블 측은 신작 영화 <아이언맨>의 감독으로 존 패브로, 각본 팀으로 아트 마컴과 맷 홀러웨이, 마크 퍼거스와 호크 오스트비와 계약을 맺었다. 두 작가진이 각각 쓴 영화 각본을 감독 존 패브로가 하나로 합쳤고, 여기에 존 어거스트가 다시금 손을 보았다. 2006년 9월에는 영화 주연인 아이언맨 역으로 로버트 다우니 주니어가 캐스팅 되었는데, 이 당시 로버트 다우니 주니어가 턱수염을 기르고 운동을 열심히 한 덕에 제작진들로부터 제격이라 확신하게 만들었다는 비화가 있다. 2007년 3월 12일부터는 본 촬영에 들어갔다. 가장 먼저 찍은 씬은 스타크가 아프가니스탄에 억류되는 파트로, 캘리포니아주 인요 군에서 몇 주간 촬영이 진행됐다. 이밖에도 캘리포니아 로스앤젤레스의 플레이야비스타에 자리한 옛 휴스 컴퍼니 사의 녹음시설에서 제작이 이뤄졌으며, 네바다주 라스베가스의 에드워드 공군 기지, 시저스 팰리스에서도 추가 촬영이 이어졌다. 이렇게 완성된 <아이언맨>은 2008년 4월 14일 호주 시드니 조지스트리트의 그레이터유니언 극장에서 시사회를 거쳐, 4월 30일에 전세계 개봉하였다. 미국에서는 그로부터 사흘 늦은 5월 2일에 개봉하였다.
영화 말미의 쿠키 영상에서는 닉 퓨리 (새뮤얼 L. 잭슨 분)가 깜짝 등장해, 스타크에게 '어벤져 계획' (Avenger Initiative)에 관해서 이야기하러 왔다는 내용이 담겼다. 이 같은 영상을 담은 이유에 대해 감독 존 패브로는 "팬들에게 슬쩍 눈치 준 거죠. '어벤져스'를 티업할 준비가 됐다 하는 식으로"라 답했다. 이 장면을 제작할 당시 잭슨은 보안유지를 위해 단 하루만에 촬영을 마쳤고, 그의 카메오 출연 소식 유출을 막을 최소인력까지 동원하였다. 한편으로 쿠키 영상의 뒷배경으로 캡틴 아메리카의 쉴드가 보이는데, 이는 영화의 특수효과를 맡은 ILM사 아티스트가 장난으로 집어넣은 것으로, 패브로 감독이 그냥 내버려두기로 결정하면서 등장하게 됐다.

#### 인크레더블 헐크 (2008)
감마선 노출 실험으로 헐크로 변해버리는 능력을 얻게 된 과학자 브루스 배너. 그곳에서 도망쳐 나와 아무도 모르는 곳으로 은신하고, 사랑하는 베티 로스와 멀리 떨어져 있어야 하는 신세가 된다. 자신을 병기화시키려는 미군의 추적을 따돌리며 스스로 치료방법을 강구해보고, 변신 과정을 통제해보려 애쓰는데.
본래 유니버셜 픽쳐스가 마블 사로부터 판권을 넘겨받았던 캐릭터, 헐크는 2003년 리안 감독의 <헐크>로 영화화되었다. 유니버셜은 그 후속작도 제작하려 하였으나 기획 도중 계약기간을 넘기면서 2006년 1월부로 마블 측에 판권을 되돌려주게 되었다. 다만 유니버셜은 헐크 관련 영화에 관한 배급권은 계속해서 소유하게 되었다. 마블 사는 후속작 대신 일종의 리부트 성격인 <인크레더블 헐크>를 기획하고, 루이스 리터리어에게 감독을 맡아줄 것을 제안하였다. 리터리어는 리안 감독을 존중하는 차원에서 일단 거절하였으나, 나중에 생각을 바꿔 계약을 맺었다. 영화의 각본은 2003년작의 대본 초안을 작업했던 자크 펜이 맡기로 하였다. 2006년 4월에는 주인공 브루스 배너 역으로 에드워드 노튼에게 출연 제의가 이뤄졌고, 자크 펜 혼자서 작업한 각본을 다시 쓰는 작업이 이뤄졌다. 영화 제작은 2007년 7월 9일에 개시되었으며 캐나다 토론토를 중심으로 미국 뉴욕 시, 브라질 리우데자네이루 등지에서도 촬영되었다. 이후 2008년 6월 8일 미국 로스앤젤레스의 깁슨 앰피시어터에서 시사회가 이뤄졌고, 6월 13일 전세계 개봉하였다.
<인크레더블 헐크>의 배경은 차후 개봉되는 <아이언맨 2>와 <토르>에서의 배경과 거의 동시간대이며, 정확히는 <아이언맨>에서 벌어진 사건으로부터 여섯 달이 지난 후의 시점이다. 영화 말미에 담긴 쿠키 영상에서는 전작 <아이언맨>에서 토니 스타크로 출연한 로버트 다우니 주니어가 카메오로 짧게 출연한다. 이 영상의 제작에 대해 로다주는 "제작진이 히어로들끼리 서로 연을 트게 했다. 그런 게 담긴 장면이 있는데, 기본적으로 내가 (로스 장군 - 배우 윌리엄 허트에게) 접근해서, 우리 어떻게 좀 조심스레 협력해보는 건 어떻겠느냐 하는 장면이다. 기막힌 게 그분은... 뭐 많은 걸 누출하긴 그렇지만, 내가 찾으러 갔을 때 그분은 피폐한 심정이었다는 점이다. 정말 강한 캐릭터가 술에 꼴아있는 연기를 하신 건데 보는 것만으로도 참 재미있었다"라는 소감을 밝혔다. 한편으로 DVD판 영화 오프닝에서는 일종의 이스터 에그 격으로, 캡틴 아메리카가 얼음 속에 갇혀 잠들어 있는 모습이 살짝 등장한다.

#### 아이언맨 2 (2010)

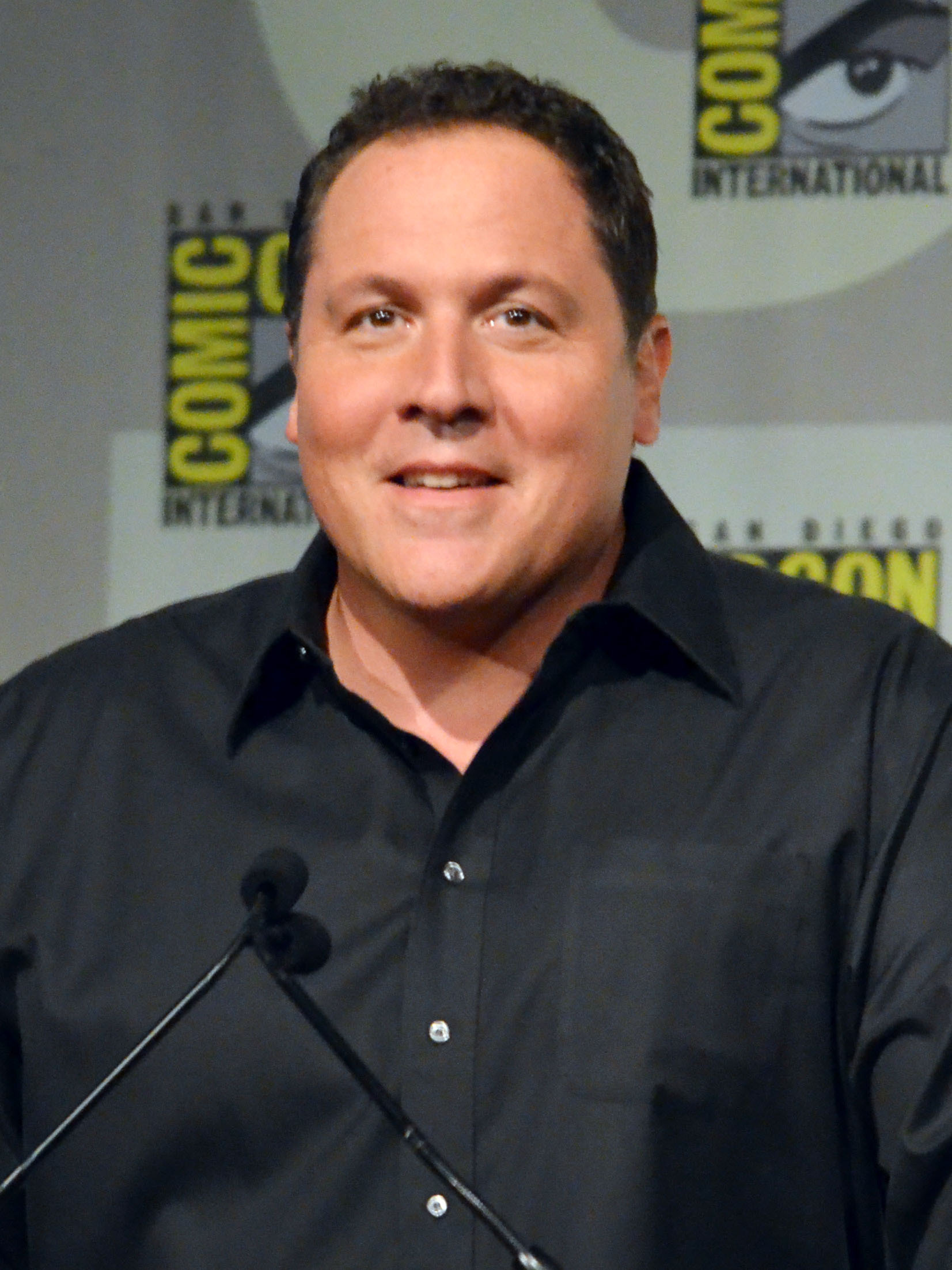
<아이언맨>과 <아이언맨 2>를 감독한 존 패브로. 첫작 <아이언맨>의 쿠키 영성에서 새뮤얼 L. 잭슨을 출연시켜, MCU 작품들 간의 세계관 공유 개념을 확립하는 역할을 하였다.

토니 스타크가 '내가 아이언맨'이라고 스스로 밝힌 뒤, 미국 정부는 토니의 슈트 기술을 국가에 넘길 것을 요구한다. 한편으로 스타크 인더스트리의 경쟁사 CEO 저스틴 해머와 옛 악연으로 스타크 가문을 증오하는 러시아 과학자 이반 반코가 토니 스타크를 없애기 위해 그의 기술을 악용하려는 모의를 꾸민다.
2008년 5월 <아이언맨>이 흥행에 성공하자 마블 스튜디오는 후속작 <아이언맨 2>를 준비 중이라고 발표하였다. 2편의 감독으로 존 패브로가 다시 내정되었고, 각본은 패브로 감독과 주연 로버트 다우니 주니어가 구상한 이야기를 기반으로 저스틴 서룩스가 맡게 되었다. 2008년 10월에는 로다주가 첫작까지 소급적용되어 총 네 편에 달하는 출연 계약에 서명했으며, 전작에 제임스 로드 역으로 나왔던 테런스 하워드가 하차하고 돈 치들이 대신 출연한다는 소식이 전해졌다. 또 <아이언맨>에서 닉 퓨리 역으로 잠시 등장한 새뮤얼 L. 잭슨은 재출연 뿐만 아니라 앞으로의 후속작 아홉 편까지 출연한다는 계약을 체결하였고, 스칼렛 요한슨도 블랙 위도우 역으로 캐스팅되어, 차후 여러 작품 출연을 염두에 두었음을 알렸다. 영화의 본 촬영은 2009년 4월 6일 미국 캘리포니아의 패서디나에 있는 패서디나 매즈믹 템플에서 개시됐다. 대부분의 촬영 작업은 캘리포니아주 맨해튼비치의 롤리 스튜디오에서 진행됐으며, 그밖에도 에드워드 미공군 기지, 모나코, 새펄브다 댐 등지에서도 로케이션 촬영을 진행했다. 이후 2010년 4월 26일 미국 캘리포니아 로스앤젤레스의 엘 캐피탄 극장에서 시사회가 열렸다. 전세계 최초 개봉일은 4월 28일, 한국은 4월 29일, 미국은 5월 7일이었다.
영화의 배경은 전작 <아이언맨>으로부터 여섯 달이 지난 시점으로, <인크레더블 헐크>, <토르>와 동시간대라는 설정이다. 또한 이 영화에서도 제작진은 캡틴 아메리카의 방패를 확실하게 등장시키는 등 다른 MCU 작품에 관한 언급을 이어갔다. 이에 대해 존 패브로 감독은, "우린 전작의 한 장면에서 캡틴 아메리카 방패를 살짝 등장시켰다. 그래서 이젠 그게 토니의 방에 분명 있는 셈이니, 작업실에 방패가 있는 이 상황을 어떻게 다뤄야 할지 알아내야 했다"라 부연했다. 영화 말미에 등장하는 S.H.I.E.L.D.의 은신처 장면에서도 여러 가지 이스터 에그가 담겨 있는데, 모니터에 <인크레더블 헐크>의 한 장면이 비춰지는가 하면 세계지도 위에 여러 개의 붉은 점이 표시되어 다른 마블 영화 속 사건이 벌어지고 있음을 암시한다. 특히 아프리카 지역에 자리한 점은 <블랙 팬서>를 가리키고 있음을 짐작케 한다. 또 한편으로 어린 시절의 피터 파커가 아이언맨 가면을 쓰고 적의 병기 앞에서 그를 흉내내다 아이언맨이 구해주는 장면도 등장한다. 이는 2017년 6월 <스파이더맨: 홈커밍> 개봉 당시 스파이더맨을 연기한 톰 홀랜드와 제작자 케빈 페이지, 그리고 감독 존 와츠의 인터뷰로 사실로 드러났다. 크레딧이 끝난 뒤의 쿠키 영상에서는 미국 중부 사막의 어느 구덩이에서 토르의 망치가 발견되는 것으로 끝난다.

#### 토르: 천둥의 신 (2011)
아스가르드의 왕세자 토르는 평화협정을 깨고 신들의 전쟁을 다시 일으켰다는 이유로 지구로 추방되어 힘을 잃게 된다. 동생 로키는 토르를 대신해 왕좌를 차지하는 음모를 꾸미고, 토르는 망치 묠니르에게 선택받은 자임을 다시 증명하여 아스가르드로 되돌아가려는데.
2006년 4월 소니 픽쳐스로부터 토르 캐릭터 관련 판권을 얻어온 마블 스튜디오는 마크 프로토세비치와 계약을 맺고 신작영화 <토르>의 각본 구상을 맡겼다. 2007년 8월 마블 측은 해당작의 감독으로 매슈 본을 선임하였지만 제작에 난항을 겪다 2008년 5월 돌연 프로젝트에서 하차했다. 마블 측은 그해 9월 매슈 본 감독의 빈자리를 대신하여 케네스 브래나와 계약을 맺었다. 2009년 5월에는 주인공 토르 역에 크리스 헴스워스를, 동생 로키 역에 톰 히들스턴을 지목하고 캐스팅 협상을 시작하였다. 두 배우 모두 해당작 한 편 뿐만 아니라 그 이후의 차기작까지 출연하는 것으로 계약하였다. 한편으로 마블 측은 각본팀 애슐리 밀러와 잭 스텐츠를 고용해 새 각본을 쓰기로 하였으며, 그렇게 완성된 각본은 돈 페인이 다시 손보았다. 2010년 1월 11일 미국 캘리포니아 로스앤젤레스에서 제작 개시에 들어갔고, 3월에는 뉴멕시코의 갈리스테오로 자리를 옮겼다. 2011년 4월 17일 호주 시드니 조지스트리트의 이벤트 시네마 시어터에서 <토르>의 전세계 시사회가 열렸고, 미국 내에서는 5월 2일 캘리포니아 로스앤젤레스의 엘캐피탄 시어터에서 국내 시사회가 진행됐다. 이후 4월 21일부터 4월 30일까지 전세계 개봉 (4월 28일 한국 개봉), 5월 6일에 미국 개봉이 이뤄졌다.
영화의 무대는 <인크레더블 헐크>, <아이언맨 2>와 동시간대로 설정되어 있으며, 세 작품의 사건 모두 <아이언맨> 속 사건으로부터 6개월이 지난 시점이다. <아이언맨>과 <아이언맨 2>에서 S.H.I.E.L.D.의 요원인 필 콜슨 역으로 등장했던 클라크 그렉은 이번 영화에서도 재차 출연하였다. <토르>에서의 역할에 관해서 그렉은 "콜슨 요원은 코믹북에선 실제 등장하지 않았던 이로, <아이언맨>에서 다소 적은 비중을 맡고 있다. 그랬던 캐릭터의 등장을 늘려 세계관 속에 더 깊숙히 개입토록 한 제작진의 선택은 나로선 참 행운이었다"라고 말했다. 한편 차기작 <어벤져스>에 호크아이 역으로 등장키로 계약을 맺은 제레미 레너는 그에 앞서 <토르>에서 카메오로 출연하게 됐다. 이에 대해 브래나 감독은 "토르가 쉴드의 캠프를 박살내는 그 현장을 지켜보는 무리에 어떤 한 캐릭터를 두려 했었다"며, 그  프로듀서들이 그 자리에 호크아이를 넣는게 좋겠다고 추천하자 짜릿한 기분이었다는 후일담을 밝혔다. 영화 끝의 쿠키 영상에서는 심연 속으로 사라진 줄 알았던 로키가 나타나, 에릭 셀빅 박사와 닉 퓨리가 테서렉트 큐브를 두고 논하는 걸 지켜보는 내용이 담겼다. 해당 영상은 <어벤져스>의 감독 조스 웨던이 제작하였다. 셀빅 박사 역의 스텔란 스카르스고르드는 해당 장면의 출연에 대해 <토르>의 대본을 처음 받았을 때에는 없던 내용이었으나 나중에 <어벤져스> 출연을 결정하면서 해당 장면의 대본을 받았다고 밝혔다.

#### 퍼스트 어벤져 (2011)
전쟁이 한창이던 1942년. 미국 청년 스티브 로저스는 나치 독일에 맞서 싸우기 위해 미군에 입대하려 하나, 워낙 왜소한 체격으로 매번 부적격 판정을 받고 있었다. 그러나 미군이 비밀리에 진행하던 군사작전 대상자로 선발되어 육체 향상 실험을 받게 된다. 엄청난 체력의 수퍼솔져 '캡틴 아메리카'로 재탄생한 그는, 나치의 과학연구 집단인 하이드라의 수장 레드 스컬과의 대적에 나선다.
2006년 4월 마블 사는 <캡틴 아메리카>의 영화화를 위해 데이비드 셀프에게 각본을 의뢰하였다. 이후 2008년 11월 조 존스턴의 감독직 승낙 소식이 전해졌고, 크리스토퍼 마커스와 스티븐 맥필리가 대본을 다시 작업하게 되었다. 2010년 3월에는 주인공 역에 크리스 에반스가, 레드 스컬 역에 휴고 위빙이 캐스팅됐다. 이후 2010년 6월 28일 영국에서 촬영을 개시, 런던, 맨체스터, 리버풀, 웨일스 캐어웬트 등에서 로케이션을 진행하였다. 2011년 미국 캘리포니아 로스앤젤레스의 엘 캐피탄 시어터에서 시사회를 진행하였으며, 미국 개봉은 7월 22일, 전세계 개봉은 7월 27일부터 이뤄졌다. 한국에서는 원제인 '캡틴 아메리카: 퍼스트 어벤져' (Captain America: The First Avenger)에서 제목을 뺀 부제 '퍼스트 어벤져'란 이름으로 7월 28일 개봉하였다.
<토르>의 쿠키 영상에서 등장했던 테서렉트는 <캡틴 아메리카>에서 중요하게 취급되나 그 정체가 제대로 다뤄지지는 않는, 일종의 맥거핀으로 활용된다. 한편으로 토니 스타크의 아버지 하워드 스타크가 젊은 모습으로 등장하며, <아이언맨 2>에서 토니가 열었던 '스타크 엑스포'도 똑같이 열고 있던 모습으로 그려진다. 영화 말미에서는 닉 퓨리가 잠깐 출연하며 크레딧 후 쿠키영상으로 <어벤져스>의 티저 예고편이 담겼다.

#### 어벤져스 (2012)
토르의 동생 로키가 테서렉트를 가져가 지구를 침공하자, S.H.I.E.L.D.의 닉 퓨리 국장은 그간 접촉했던 아이언맨, 토르, 캡틴 아메리카, 헐크, 블랙 위도우, 호크아이를 호출하고, 어벤져스라는 이름의 팀을 이루어 대반격에 나서는 이야기.
본래는 2007년 6월 <인크레더블 헐크>를 작업한 자크 펜이 각본을 맡기로 되어 있었다. 그러나 2010년 4월 조스 웨던이 감독으로 내정된 뒤 펜이 쓴 각본을 다시 작업하기로 결정하였다. 또 마블 측은 <인크레더블 헐크>에 주인공 브루스 배너 역으로 출연한 배우 브루스 배너의 하차 결정을 내리고, 새 배우를 물색한 끝에 2010년 7월 마크 러팔로를 캐스팅하였다. 그 외에 전작에 출연한 로버트 다우니 주니어, 크리스 에반슨, 크리스 헴스워스, 스칼렛 요한슨, 제레미 레너, 톰 히들스턴, 새뮤얼 잭슨 등은 그대로 각자 배역을 맡아 출연키로 하였다. 2011년 4월 미국 뉴멕시코의 앨버커키에서 본 촬영을 개시한 제작진은, 8월 오하이오 클리블랜드를 거쳐, 9월 뉴욕 시에서 촬영을 이어갔다. 2012년 4월 11일 캘리포니아 로스앤젤레스의 엘 캐피탄 시어터에서 시사회가 열렸고, 한국에서는 4월 26일에, 미국에서는 5월 4일에 개봉하였다.
이 작품은 MCU 최초의 크로스오버 작품이라는 의의 외에도 여러 가지 비화가 담겨 있다. 우선 아이언맨 시리즈에서 페퍼 포츠 역으로 나온 기네스 팰트로는 로다주의 고집으로 영화에 출연하게 됐다. 당초 조스 웨던 감독은 "팀을 꾸리려면 고립 상태를 만들어야 하고, 그러려면 캐릭터와 그의 보조 환경을 분리시켜야 한다"며, 전작에서 각 히어로들의 보조 역할을 해줬던 캐릭터는 등장시킬 생각이 없다고 밝힌 바 있다. 한편 아비 아라드는 소니 픽쳐스와 디즈니 측이 어벤져스의 절정 파트에서 <어메이징 스파이더맨>에서 등장하는 오스코프 타워를 나오게 할 지 고려해봤다고 밝혔으나, 케빈 페이지는 해당 논의에 대해 '실현될 일은 없다'고 부인하였다. 영화 끝의 쿠키 영상에는 최강 빌런인 타노스 (대미언 포이티어)가 등장한다.

## 출연 배우와 캐릭터
범례
다음 표는 마블 시네마틱 유니버스 페이즈 1에서 캐릭터의 등장 여부와 각 작품마다의 담당 배우를 표기한 것으로, 최소한 두 작품 이상 출연한 캐릭터들을 기준으로 삼았다.
- 회색 칸은 해당 작품에 등장하지 않은 것을 의미한다.
- OS  〈마블 원 샷〉 시리즈에도 출연
- C  카메오 출연
- P  사진으로 출연
- V  목소리만 출연

| 캐릭터                      | 아이언맨 (2008년)    | 인크레더블 헐크 (2008년) | 아이언맨 2 (2010년)  | 토르: 천둥의 신 (2011년) | 퍼스트 어벤져 (2011년) | 어벤져스 (2012년)     |
| --------------------------- | -------------------- | ------------------------ | -------------------- | ------------------------ | ---------------------- | --------------------- |
| 브루스 배너 헐크            |                      | 에드워드 노튼 루 페리뇨V |                      |                          |                        | 마크 러팔로           |
| 클린트 바턴 호크아이        |                      |                          |                      | 제레미 레너C             |                        | 제레미 레너           |
| 필 콜슨OS                   | 클라크 그레그        |                          | 클라크 그레그        | 클라크 그레그            |                        | 클라크 그레그         |
| 닉 퓨리                     | 새뮤얼 L. 잭슨C      |                          | 새뮤얼 L. 잭슨       | 새뮤얼 L. 잭슨C          | 새뮤얼 L. 잭슨         | 새뮤얼 L. 잭슨        |
| 로키                        |                      |                          |                      | 톰 히들스턴              |                        | 톰 히들스턴           |
| 페퍼 포츠                   | 기네스 팰트로        |                          | 기네스 팰트로        |                          |                        | 기네스 팰트로         |
| 로디 로즈 워 머신           | 테런스 하워드        |                          | 돈 치들              |                          |                        |                       |
| 스티브 로저스 캡틴 아메리카 |                      |                          |                      |                          | 크리스 에번스          | 크리스 에번스         |
| 나타샤 로마노프 블랙 위도우 |                      |                          | 스칼렛 요한슨        |                          |                        | 스칼렛 요한슨         |
| 에릭 셀빅                   |                      |                          |                      | 스텔란 스카르스고르드    |                        | 스텔란 스카르스고르드 |
| 하워드 스타크               | 제러드 샌더스P       |                          | 존 슬래터리          |                          | 도미닉 쿠퍼            |                       |
| 토니 스타크 아이언 맨OS     | 로버트 다우니 주니어 | 로버트 다우니 주니어C    | 로버트 다우니 주니어 |                          |                        | 로버트 다우니 주니어  |
| 토르                        |                      |                          |                      | 크리스 헴스워스          |                        | 크리스 헴스워스       |

## 같이 보기
- 인피니티 사가
  - 마블 시네마틱 유니버스: 페이즈 1
  - 마블 시네마틱 유니버스: 페이즈 2
  - 마블 시네마틱 유니버스: 페이즈 3